# Wilhelm Röntgen
Wilhelm Conrad Röntgen (Lennep, 27 de março de 1845 — Munique, 10 de fevereiro de 1923) foi um físico e engenheiro mecânico alemão. Em 8 de novembro de 1895, produziu e detectou radiação eletromagnética nos comprimentos de onda correspondentes aos atualmente chamados raios-X.
Por essa descoberta recebeu seu primeiro Nobel de Física, em 1901. Em 2004, em reconhecido a seus feitos científicos, a União Internacional de Química Pura e Aplicada (IUPAC) nomeou o elemento químico 111 de roentgênio.

## Biografia

### Primeiros anos e educação
Wilhelm nasceu em 1845 em Lennep, uma província alemã no baixo Reno. Era o filho único de mãe holandesa, Charlotte Constanze Frowein, e pai alemão, comerciante e tecelão. Estudou em Utrecht, na Holanda, para onde a família se mudou quando Wilhelm tinha 3 anos de idade. Suas notas eram regulares, dentro da média, mas ele apresentou uma curiosidade para as ciências naturais, gostando de passear pelos bosques da cidade.

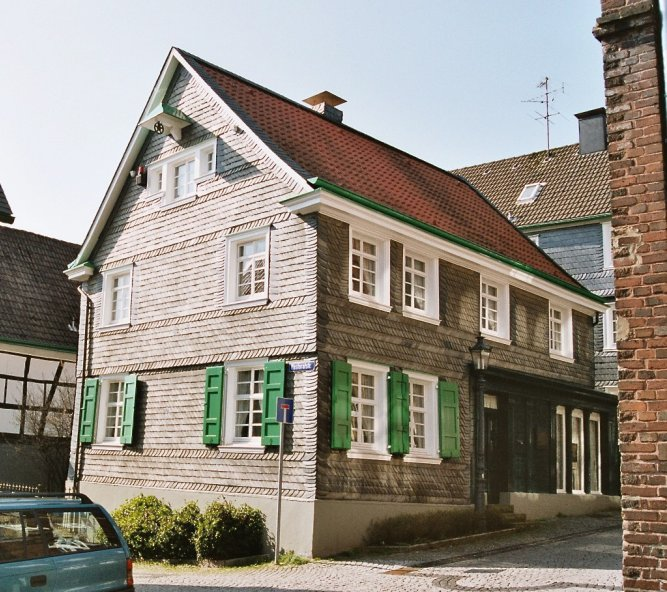
Casa onde nasceu Roentgen, em Remscheid-Lennep

Também gostava de mecânica, criando intrincados mecanismos, algo pelo qual manteve a prática na vida adulta. Em 1862, entrou na escola técnica de Utrecht, de onde foi injustamente expulso por ter feito uma caricatura de um de seus professores, que na verdade fora feito por outro colega.
Sem um diploma de ensino médio, ele só pode cursar a universidade como visitante. Em 1865, tentou ingressar na Universidade de Utrecht sem a documentação necessária para ser matriculado como aluno regular. Depois de saber que ele poderia ingressar no instituto politécnico de Zurique e de ser aprovado na admissão, ele passou a cursar engenharia mecânica.
Como aluno em Zurique, estudou com August Kundt e Rudolf Clausius, que foram duas grandes influências em seu trabalho. Em 1869, obteve o Ph.D., pela Universidade de Zurique, onde estudou mais uma vez com Kundt, que seguiu até a Universidade de Estrasburgo.

## Vida pessoal
Em 19 de janeiro de 1872, Wilhelm se casou com Anna Bertha Ludwig (1839–1919), sobrinha do poeta Otto Ludwig, em Apeldoorn, na Países Baixos. Os dois namoravam desde os tempos de estudante de Wilhelm em Zurique. O casal não teve filhos, mas em 1887 eles adotam Josephine Bertha Ludwig, então com 6 anos de idade, filho do único irmão de Anna. Anna morreu em 1919, apenas 4 anos antes do marido.

### Carreira
Em 1874, ingressou como professor assistente na Universidade de Estrasburgo e em 1875 tornou-se professor titular de agricultura na Universidade de Hohenheim. No ano seguinte voltou para Estrasburgo como professor titular de física, mas três anos depois aceitou a cadeira de Física na Universidade de Giessen. Por várias vezes, Wilhelm recusou vagas semelhantes em outras universidades, até que aceitou a proposta da Universidade de Würzburgo em 1888. Em 1899 recusou a cadeira de física na Universidade de Leipzig, mas em 1900 aceitou a mesma cadeira na Universidade de Munique depois de um pedido especial feito pelo governo da Baviera, para substituir o professor Eugen von Lommel.
Wilhelm ficou na Universidade de Munique pelo resto da vida, tendo recusado a direção do Physikalisch-Technische Bundesanstalt (PTB) e a cadeira de física da Academia das Ciências de Berlim. Wilhelm tinha família vivendo em Iowa, nos Estados Unidos e tinha planos para imigrar. Chegou a aceitar um cargo na Universidade Colúmbia, em Nova Iorque e chegou a comprar as passagens de navio, quando a eclosão da Primeira Guerra Mundial atrapalhou seus planos e ele acabou permanecendo em Munique até o fim da vida.
Seu primeiro trabalho foi publicado em 1870, falando sobre o ponto de aquecimento específico de gases. Alguns anos depois, publicou um trabalho sobre a condutividade térmica dos cristais. Estudou características elétricas do quartzo, a influência da pressão nos índices de refração de vários fluídos, a modificação dos planos de luz polarizada por influências eletromagnéticas, variações de temperatura e de compressão da água e de outros fluídos e o fenômeno que se segue após o espalhamento de gotas de óleo na água.

## Os raios-X

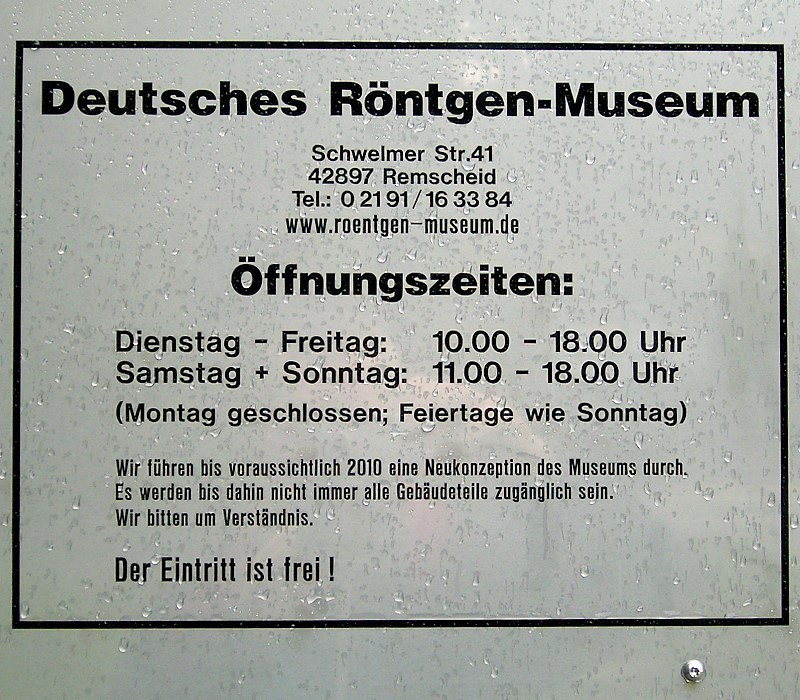
Placa na entrada do Museu Röntgen

Em 1895, Wilhelm testava equipamentos desenvolvidos pelos seus colegas Heinrich Hertz, Johann Wilhelm Hittorf, William Crookes, Nikola Tesla e Philipp Lenard, quando foi atingido por uma descarga elétrica. No início de novembro, ele estava repetindo um experimento com um dos tubos de Lenard em que uma fina camada de alumínio foi adicionada para permitir que os raios catódicos saíssem do tubo, mas uma cobertura de papelão foi adicionada para proteger o alumínio de danos causados pelo forte campo eletrostático que produzia os raios catódicos. Ele sabia que a cobertura de papelão evitava que a luz escapasse, mas Wilhelm observou que os raios invisíveis causavam um efeito fluorescente em uma pequena tela de papelão pintada com platinocianeto de bário quando era colocado próximo à janela alumínio. Wilhelm percebeu que o tubo Crookes-Hittorf, que tinha uma parede de vidro muito mais espessa do que o tubo Lenard, também poderia causar esse efeito fluorescente.

Aparelho de Roentgen, em 1937

Em 8 de novembro de 1895, Wilhelm estava determinado a testar sua ideia. Ele cuidadosamente construiu uma camada de papelão preta semelhante à que ele havia usado no tubo de Lenard. Cobriu o tubo de Crookes-Hittorf com o papelão e conectou os eletrodos a uma bobina de indução para gerar uma carga eletrostática. Antes de montar a tela de platinocianeto de bário para testar sua ideia, Wilhelm escureceu a sala para testar a opacidade de sua capa de papelão. Ao passar a carga da bobina através do tubo, Wilhelm determinou que a tampa estava protegida da luz e preparou o próximo passo do experimento. Foi quando ele notou um brilho fraco vindo de um banquinho a poucos metros do tubo. Para se certificar, ele tentou várias descargas, vendo o mesmo brilho todas as vezes. Ele então descobriu que o brilho vinha da tela de platinocianeto de bário que ele pretendia usar em seguida.
Wilhelm se perguntava que tipo de raio estaria por trás do brilho. O dia 8 de novembro era uma sexta-feira, então ele aproveitou o final de semana para repetir seus experimentos e fazer anotações. Nas semanas seguintes, ele praticamente viveu dentro do laboratório para investigar as propriedades dos novos raios que descobriu, que apelidou temporariamente de "raios-X", usando a notação matemática ("X") para o desconhecido. Em vários idiomas, os novos raios levariam seu nome.
Em um determinado momento, enquanto investigava a capacidade de vários materiais de deter os raios, Wilhelm colocou um pequeno pedaço de chumbo em posição enquanto a descarga acontecia. Wilhelm viu então a primeira imagem radiográfica, seu próprio esqueleto cintilando na tela de platinocianeto de bário. Mais tarde, ele relatou que foi nesse ponto que decidiu continuar seus experimentos em sigilo, porque temia por sua reputação profissional se suas observações estivessem erradas.
O artigo original de Wilhelm, Ueber Eine Neue Art von Strahlen ("Sobre uma nova espécie de Raios"), foi publicado 50 dias depois, em 28 de dezembro de 1895. Em 5 de janeiro de 1896, um jornal austríaco relatou a descoberta, por Wilhelm, de um novo tipo de radiação. Após a descoberta dos raios-X, Wilhelm recebeu o título de Doutor Honorário em Medicina, da Universidade de Würzburgo. Entre 1895 e 1897, ele publicou três artigos a respeito dos raios-X, cuja tradução para o português pode ser vista nos links externos. Até os dias atuais, nenhuma das suas conclusões foi considerada falsa. Atualmente, Wilhelm Röntgen é considerado o pai da Radiologia de Diagnóstico – a especialidade médica que utiliza imagem para o diagnóstico de doenças.
Devido à sua descoberta, Röntgen foi laureado com o primeiro Nobel de Física, em 1901. O prêmio foi concedido "em reconhecimento aos extraordinários serviços que a descoberta dos notáveis raios que levam seu nome possibilitaram". Röntgen doou a recompensa monetária à sua universidade, convicto de que a ciência deve estar ao serviço da humanidade e não do lucro. À semelhança da escola científica alemã da época, e, da mesma forma que Pierre Curie faria vários anos mais tarde, rejeitou registrar qualquer patente relacionada à sua descoberta.

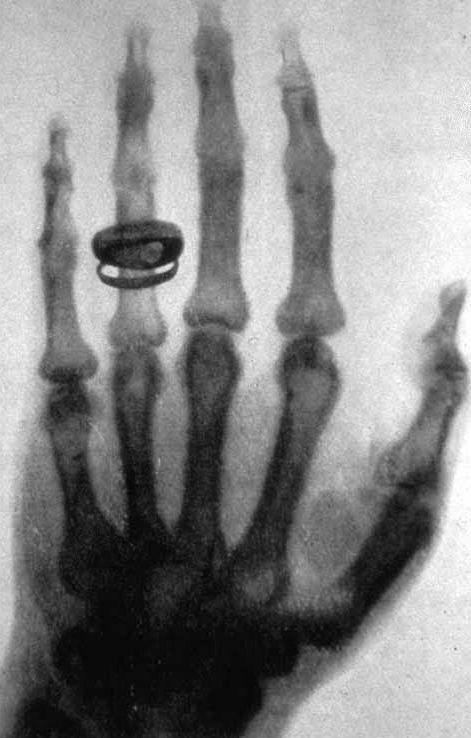
Radiografia da mão de Albert von Kölliker, amigo de Röntgen

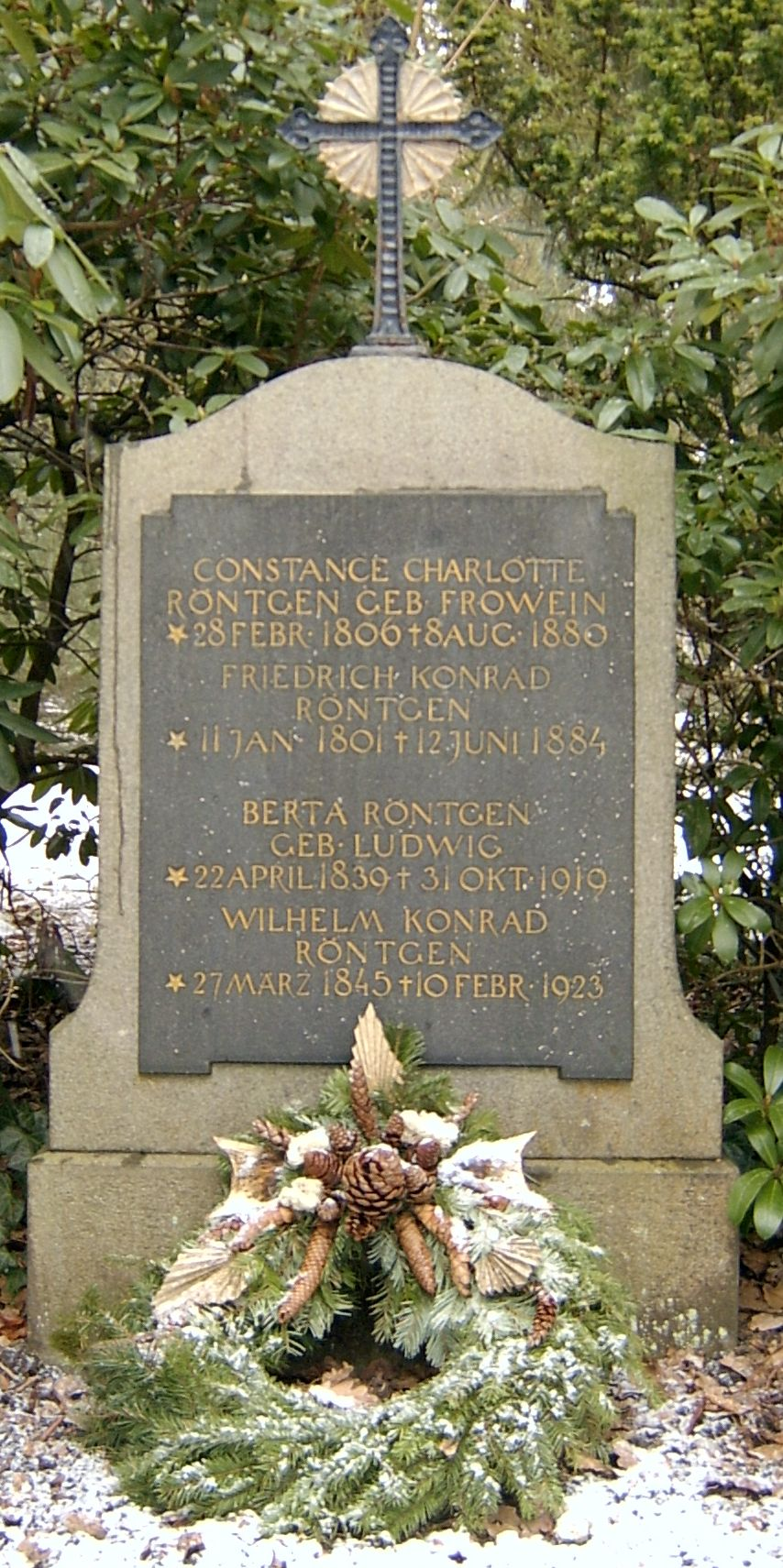
Sepultura da família no Alter Friedhof de Gießen

## Morte
Wilhelm Röntgen morreu em Munique, em 10 de fevereiro de 1923, devido a um carcinoma, aos 77 anos. Atendendo seu pedido, ele foi sepultado no túmulo da família em Gießen, onde sua mulher Anna também tinha sido enterrada.

## Publicações (seleção)

### Livros
- Vragen op het anorganisch gedeelte van het scheikundig Leerboek van Dr. J. W. Gunning (Perguntas sobre a parte orgânica do livro de química do Dr. J. W. Gunning).[15] Schoonhoven Utrecht 1865
- Studien über Gase. Zürcher und Furrer, Zürich 1869, OCLC 26951624 (dissertação inaugural Eidgenössische polytechnische Schule Zürich 1869, 46 páginas).
- Eine neue Art von Strahlen. 2. Auflage Stahel, Würzburg 1896, DNB 575871458 (relatórios de reuniões da sociedade de medicina física de Würzburg 1895, pela primeira vez sob o título: Grundlegende Abhandlungen über die X-Strahlen, Digitalisat und Volltext im Deutschen Textarchiv).
- Grundlegende Abhandlungen über die X-Strahlen (obras clássicas de físicos alemães, Edição 1), J.A. Barth, Leipzig 1954, OCLC 6878433 (reprodução fiel da publicação nos Anais de Física e Química, NF Volume 64, 1898); NA com um ensaio biográfico de Walther Gerlach, editado por Fritz Krafft, Kindler, Munique 1972, ISBN 3-463-00507-7.

### Contribuições de periódicos
- Über die Bestimmung des Verhältnisses der spezifischen Wärmen der Luft. In: Annalen der Physik und Chemie. 2ª série, vol.141, págs. 552–566, 1870; online
- Über ein Aneroidbarometer mit Spiegelablesung. In: Annalen der Physik und Chemie. 3ª série, vol.4, pp. 305–311, 1878; online
- Über die elektromagnetische Drehung der Polarisationsebene des Lichtes in den Gasen. In: Annalen der Physik und Chemie. 3ª série, volume 8, pp. 278–298, 1879 – com August Kundt; online
- Über Töne, welche durch intermittierende Bestrahlung eines Gases entstehen. In: Annalen der Physik und Chemie. 3ª série, vol.12, págs. 155-159, 1881; online
- Über den Einfluss des Druckes auf die Viskosität der Flüssigkeiten, speziell des Wassers. In: Annalen der Physik und Chemie. 3ª série, vol. 22, p. 510, 1884
- Neue Versuche über die Absorption von Wärme durch Wasserdampf. In: Annalen der Physik und Chemie. 3ª série, vol.23, págs. 1-49 e 259-298, 1884; Vol 1, Vol 2
- Über die durch Bewegung eines im homogen elektrischen Felde befindlichen Dielektrikums hervorgerufene elektrodynamische Kraft. In: Mathematische und Naturwissenschaftliche Mitteilungen aus den Sitzungsberichten der Königlich Preußischen Akademie der Wissenschaften zu Berlin. Physikalisch-Mathematische Klasse, Volume 7, pp. 23–29, 1888
- Über die Dicke von kohärenten Ölschichten auf der Oberfläche des Wassers. In: Annalen der Physik und Chemie. 3ª série, vol. 41, pp. 321–329, 1890
- Über die Konstitution des flüssigen Wassers. In: Annalen der Physik und Chemie. 3ª série, vol. 45, p. 91, 1892
- Ueber eine neue Art von Strahlen. (Vorläufige Mittheilung). In: Aus den Sitzungsberichten der Würzburger Physik.-medic. Gesellschaft Würzburg. Editor do Stahel'schen k. Loja de livros e arte da corte e da universidade, Würzburg (dezembro) 1895, pp. 137–147; online – novas edições 1896.
- Ueber eine neue Art von Strahlen. (Fortsetzung.) In: Aus den Sitzungsberichten der Würzburger Physik.-medic. Gesellschaft Würzburg. (março) 1896, pp. 11–17; também na separata: Eine neue Art von Strahlen. II. Mittheilung. ibid no final de 1895 (Digitalisat und Volltext im Deutschen Textarchiv) (online).
- Weitere Beobachtungen über die Eigenschaften der X-Strahlen. In: Mathematische und Naturwissenschaftliche Mitteilungen aus den Sitzungsberichten der Königlich Preußischen Akademie der Wissenschaften zu Berlin. Physikalisch-Mathematische Klasse, pp. 392–406, 1897 (Digitalisat und Volltext im Deutschen Textarchiv)
- Über die Elektrizitätsleitung in einigen Kristallen und über den Einfluss der Bestrahlung darauf. In: Annalen der Physik, 4ª série, volume 41, pp. 449–498, 1913 – com Abram Fjodorowitsch Ioffe; online
- Pyro- und piezo-elektrische Untersuchungen. In: Annalen der Physik, 4ª série, volume 45, pp. 737–800, 1914; online
- Über die Elektrizitätsleitung in einigen Kristallen und über den Einfluss einer Bestrahlung darauf. In: Annalen der Physik, 4ª série, volume 64, pp. 1–195, 1921 - com Abram Fjodorowitsch Ioffe; online